# Massive Chalice
Massive Chalice — компьютерная игра в жанре тактической ролевой игры, разработанная и изданная студией Double Fine Productions. Проект был профинансирован с помощью краудфандинговой платформы Kickstarter. Релиз игры состоялся 1 июня 2015 года на платформах Windows, Linux и macOS. Руководителем разработки выступил Брэд Муир.

## Игровой процесс
Действие Massive Chalice разворачивается на протяжении нескольких столетий. Игрок выступает в роли бессмертного правителя, которому предстоит создать могущественную династию, объединить королевство и отразить вторжение таинственного врага, известного как Каденс.
Игровой процесс сочетает стратегические и тактические элементы. На глобальной карте игрок управляет развитием государства, заключает династические браки, основывает благородные дома, назначает героев на ключевые должности и принимает важные сюжетные решения. От союза героев противоположного пола могут рождаться дети, наследующие черты, таланты и способности родителей. Некоторые пары вступают в романтические отношения, что также влияет на будущее потомство. Тактические сражения проходят в пошаговом режиме. Герои сражаются с силами Каденса на процедурно генерируемых картах. Бои сложны и сопряжены с высоким риском: персонажи могут погибнуть в бою или умереть от старости. После смерти героя может остаться реликвия — уникальный артефакт, который могут использовать только его потомки.
Разработчики заявили, что Massive Chalice обладает высокой реиграбельностью. Начальные условия, включая состав героев, их классы, задания и сюжетные события, случайным образом генерируются при каждом новом прохождении.

## Разработка
В мае 2013 года Massive Chalice стал вторым проектом студии Double Fine Productions, профинансированным с помощью краудфандинговой платформы Kickstarter. Первым таким проектом был Broken Age.
Команда разработчиков учла ошибки, допущенные при предыдущей кампании, и решила отказаться от публикации эксклюзивного контента для вкладчиков. По словам представителей студии, подобная практика ранее вызвала напряжённость между ранними вкладчиками, новыми участниками кампании и представителями прессы.
Вкладчики активно участвовали в обсуждении концепции игры и предложили включить возможность заключения однополых браков, что впоследствии было реализовано в финальной версии. Разработчики также отметили, что благодаря независимому финансированию получили творческую свободу, которая в случае традиционного издательского контракта могла бы быть ограничена. В частности, добавление новых функций и изменений в ходе разработки, как правило, вызывает споры между издателем и разработчиком и может привести к задержкам выпуска игры. Релиз игры состоялся 1 июня 2015 года.

## Оценки
| Сводный рейтинг       | Сводный рейтинг |
| Агрегатор             | Оценка          |
| --------------------- | --------------- |
| GameRankings          | 77,56 %         |
| Русскоязычные издания |                 |
| Издание               | Оценка          |
| Riot Pixels           | 40 %            |

Massive Chalice получила в целом смешанные отзывы от игровой прессы. На агрегаторе Metacritic версия игры для ПК набрала 73 из 100 на основе 28 рецензий, а на Российский агрегатор Kritikanstvo поставил проекту 66 из 100 на основе 7 обзоров.
Летом 2018 года, благодаря уязвимости в защите Steam Web API, стало известно, что точное количество пользователей сервиса Steam, которые играли в игру хотя бы один раз, составляет 161 770 человек.